# Nero Forte
«Nero Forte» — песня американской метал-группы Slipknot. Выпущена в качестве четвёртого сингла с шестого студийного альбома We Are Not Your Kind 16 декабря 2019 года.

## Релиз
«Nero Forte» был выпущен 16 декабря 2019 года в качестве четвёртого сингла группы с их шестого студийного альбома We Are Not Your Kind, следующего за третьим синглом «Birth of the Cruel» четырьмя месяцами ранее. Название песни «Nero» и «Forte» — это итальянские слова, которые означают «чёрный» и «сильный» соответственно.

## Написание и смысл песни
«We Are Not Your Kind» было написано в то время, когда Кори Тейлор боролся с депрессией; в «Nero Forte» он обращается к отчаянию, с которым он боролся, которое, как он чувствовал, обескровило его. Говоря о песне, гитарист Джим Рут заявил: «Это песня Клоуна, и она удивительна. Песня самая классная из тех, которые мы исполняем вживую. Она с большим влиянием перкуссии и напоминает „Psychosocial“, но, возможно, это и её эволюция. Очевидно, что хотя Клоун и барабанщик-перкуссионист, но он также и автор песен и всегда им был. Теперь мы можем сотрудничать как авторы песен, и это то, что мы в конечном итоге получаем. Когда Кори начал записывать вокальные партии, он придумал эту дополнительную мелодию в припеве, уже в позднем процессе записи. Это действительно привлекло меня в эту песню».

## Видео
Шон Крейен, перкуссионист и основатель группы Slipknot, снял видео к «Nero Forte» вместе с 20-минутным короткометражным фильмом под названием Pollution, который вышел в тот же день, что и «Nero Forte». Оба они были записаны в течение двух дней, 29 и 30 октября. Первоначально они оба должны были быть выпущены в ноябре, но по некоторым причинам они не стали этого делать.

## Чарты
| Чарт (2019)                   | Высшая позиция |
| ----------------------------- | -------------- |
| UK Singles (OCC)              | 84             |
| UK Rock Chart (OCC)           | 4              |
| US Hot Rock Songs (Billboard) | 11             |